# Льон Мунь Ї
Льон Мунь Ї (4 грудня 1984) — малайзійська стрибунка у воду.
Учасниця Олімпійських Ігор 2000, 2004, 2008, 2012, 2020 років.
Призерка Ігор Співдружності 2010, 2018 років.
Переможниця Ігор Південно-Східної Азії 2001, 2003, 2005, 2007, 2009, 2011, 2013, 2015, 2017 років, призерка 1999 року.
Призерка Азійських ігор 2002, 2006, 2010, 2014, 2018 років.
Призерка літньої Універсіади 2011 року.